# سیس-هیدروکسیل‌دار کردن وودوارد
سیس-هیدروکسیل‌دار کردن وودوارد (به انگلیسی: Woodward cis-hydroxylation) که همچنین به‌عنوان واکنش وودوارد نیز شناخته می‌شود یک واکنش شیمیایی است که طی آن یک آلکن با کمک ید و استات نقره در حضور اسید استیک به دیول سیس متناظر خود تبدیل می‌شود.   نام این واکنش برگرفته از شیمی‌دان آمریکایی، رابرت وودوارد است. 

## سازوکار واکنش
در ابتدا بر اثر واکنش واکنش ید با آلکن یون یدینیوم تشکیل می‌شود. در مرحله بعد یون یدینیوم ، توسط یون استات موجود در محیط مورد حمله هسته‌دوستی واقع می‌شود (گونه ۴). بر اثر کمک همسایه گروه استر مجاور، اتم ید از ترکیب خارج می‌شود و یک یون اکسونیوم تشکیل می‌شود (گونه ۵). سرانجام با انجام دو واکنش آب‌کافت متوالی، محصول دی‌اول سیس تشکیل می‌شود. 